# Dummy (film 2002)
Dummy è un film del 2002 diretto da Greg Pritikin.
Il film è una piccola commedia di equivoci, amori e passioni, pieno di vitalità,.

## Trama
Steven, un ex-impiegato, decide di buttarsi nel mondo dello spettacolo come ventriloquo (da qui il titolo con riferimento al pupazzo, dummy in inglese).
La commedia ruota attorno alla storia d'amore tra Steven e la sua graziosa consulente lavorativa, la dolce Lorena.
L'amica Fangora, una pseudo-punk piena di iniziative e sempre incasinata, a modo suo vuole bene a Steven e ama la musica a tal punto da decidere di riciclarsi, con la sua band, come gruppo di musiche klezmer. L'elemento "normale" della comitiva è la sorella di Steven, Heidi, che però è ancora ossessionata dal suo ex, che non la lascia in pace.
Facendo il ventriloquo, Steven supera i suoi problemi di inserimento sociale riuscendo anche a conquistare il cuore di Lorena.